# مكتبة الصوت المفتوحة
اوبن إ إل (بالإنجليزية: OpenAL)‏ تعني «مكتبة الصوت المفتوحة» (بالإنجليزية: Open Audio Library)‏. هي واجهة برمجة التطبيقات للأجهزة الصوتية. الواجهة تقدم عددا من الأوامر لمساعدة المطورين في إنشاء البرامج والتطبيقات كما انها توفر العديد من العمليات الجيدة وعالية الأداء لإخراج الصوت، خاصتا في دفق القنوات المتعدد في الفضاء الثلاثي الأبعاد 3D، ليحاكي انبعاث الصوت مثل الجهة والارتفاع وبعد مصدر الصوت. صُممت لتكون متعددة المنصات وسهلة الاستعمال. وهي تشبه واجهة (أوبن جي أل - OpenGL) مكتبة الرسوميات المفتوحة في سرد الكود والتنسيق.
واجهة أوبن إ إل تعتبر مكملة لبرنامج أوبن جي أل وأوبن سي أل، لذلك تم الحرص في تطويرها لتكون قريبة في الهيكلة، وأسلوب البرمجة واصطلاحات التسمية من خلال الاستخدام المشترك للمكتبتين.
كما هو الحال مع واجهة أوبن جي أل، فإن واجهة أوبن إ إل تُستعمل مع منصات ولغات برمجة متعددة، تم كتابتها بلغة البرمجة سي نظرا لقابلية المحمولية. وبفضل تطويرها بشكل جيد أصبحت مُستخدمة بشكل واسع علي العديد من التطبيقات والألعاب. كما أن نظام التشغيل ماك أوس من شركة أبل تستخدمها لتشغيل الصوت بشكل افتراضي. تعتبر هذه الواجهة المنافس المباشر لواجهة مايكروسوفت دايركت إكس.

## تاريخ
إنطلق مشروع أوبن إ إل في عام 2000. من قِبل مؤسسة لوكي للبرامج (بالإنجليزية: Loki Software)‏ لمساعدتهم في نقل ألعاب الويندوز إلى لينكس. وبعد زوال المؤسسة، استمر المشروع لفترة من مجتمع البرمجيات الحرة ومجتمعات المصادر المفتوحة، وعملت على تطويرها لتشغيل بطاقات الصوت nForce NVIDIA واللوحات الأم. يتم استضافتها الآن من طرف شركة كريتيف للتكنولوجيا (Creative Technology Ltd) مع الدعم المستمر من شركة أبل، Blue Ripple Sound، ووالبرمجيات الحرة، وعشاق المصدر المفتوح.
منذ إصدار 1.1، كريتيف للتكنولوجيا حولت الرخصة للملكية العامة، وفي آخر إصدار مجاني من الواجهة لا يزال الوصول إلى الكود المصدري في مستودع المشروع متاحا. ومع ذلك، ما تزال واجهة أوبن إ إل تستخدم على نطاق واسع كبديل مفتوح المصدر.

## دعم المنصات
المنصات المدعومة من قبل إصدار OpenAL 1.0
| المنصة                | وسيط التشغيل                | الرخصة          |
| --------------------- | --------------------------- | --------------- |
| Mac OS 8/9            | Sound Manager               | LGPL            |
| ماك أو إس عشرة        | Core Audio                  | LGPL            |
| Linux                 | OSS                         | LGPL            |
|                       | ALSA                        | LGPL            |
|                       | Enlightened Sound Daemon    | LGPL            |
|                       | PulseAudio                  | LGPL            |
| توزيعة برمجيات بيركلي | محلي                        | LGPL            |
| Solaris               | محلي                        | LGPL            |
| آيركس                 | محلي                        | LGPL            |
| Windows               | MMSystem                    | LGPL            |
|                       | DirectSound/DirectSound3D   | LGPL            |
|                       | Nvidia nForce               | LGPL            |
|                       | كرييتف تكنولوجي Audigy/X-Fi | كرييتف تكنولوجي |
| إكس بوكس              | Nativ                       | Creative Labs   |
| إكس بوكس 360          | Nativ                       | Creative Labs   |

## لغات البرمجة المدعومة
OpenAL نفسها مبرمجة في C، توجد تطبيقات / مكتبات للغات أخرى:
| لغة             | الإضافة                    | المنصة                                  | الإندماج في لغة |
| --------------- | -------------------------- | --------------------------------------- | --------------- |
| إطار عمل دوت نت | إطار عمل دوت نت            | Windows, Linux                          | مدمجة           |
| إطار عمل دوت نت | OpenTK                     | Windows, Linux, Mac OS, iOS (MonoTouch) | مدمجة           |
| Ada             | OpenALada                  | Windows                                 | ??              |
| سي++            | OpenAL++                   | Windows, Linux                          | ??              |
| Ch              | Ch OpenAL Package          | Windows, Linux, Mac OS                  | ??              |
| D               |                            | Windows, Linux, Mac OS                  | ??              |
| أوبجكت باسكال   | لازاروس/دالفي OpenAL       | Windows, Linux                          | ??              |
| فريي بازيك      | al.bi / alut.bi            | Windows, Linux                          | مدمجة           |
| جافا            | JoAL                       | Windows, Linux, Mac OS                  | ??              |
| جافا            | مكتبة جافا الخفيفة للألعاب | Windows, Linux, Mac OS                  | ??              |
| أدوبي ديركتر    | OpenAL Xtra                | Windows, Mac OS                         | ??              |
| بي إتش بي       | openal                     | Windows, Linux, فري بي إس دي، Mac OS    | ??              |
| بايثون          | pyopenal                   | Linux, FreeBSD                          | ??              |

## وصلات خارجية
- مكتبة الصوت المفتوحة على موقع Open Hub (الإنجليزية)